# 奥卡港
奥卡港（Okha port），是印度古吉拉特邦Jamnagar县的一个城镇。总人口18847（2001年）。

## 人口
该地2001年总人口18847人，其中男性10344人，女性8503人；0—6岁人口2485人，其中男1361人，女1124人；识字率60.24%，其中男性为69.99%，女性为48.37%。